# Tigres (tapa)

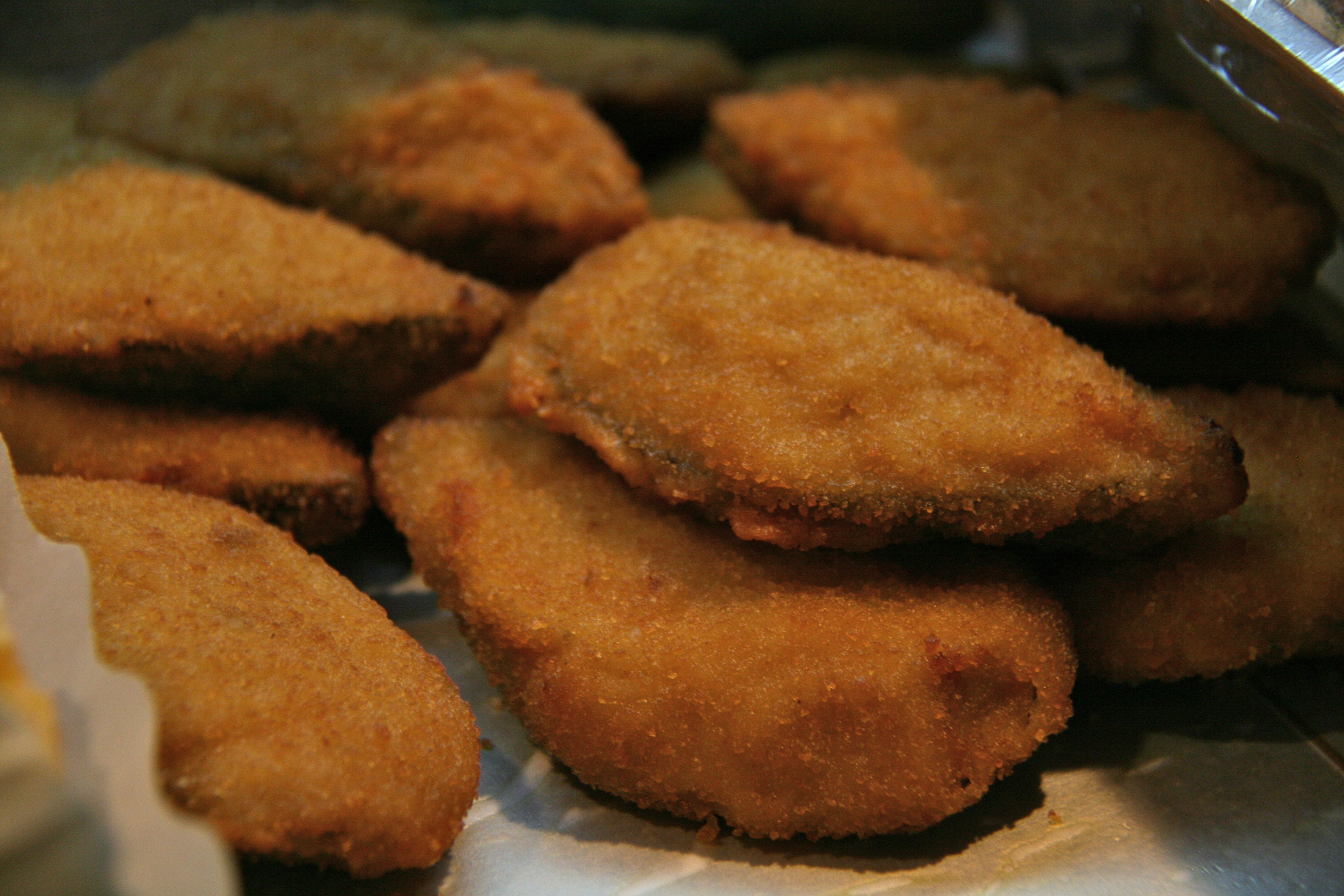
Detalle de unos tigres.

Los tigres (a veces denominados mejillones rellenos) son un plato originario de Cullera, pero se ofrece en la práctica totalidad de España y que consiste en unas conchas de mejillón rellenos, rebozados y fritos. Se suelen servir fríos o calientes como una tapa, generalmente acompañando de una bebida: vino (generalmente vino blanco: un albariño) o un vaso de cerveza.
Fue creado por el propietario del restaurante Mar de Oro (Cullera) Miguel Torres Clemente en los años 70.